# GDBA Motorsports
GDBA Motorsports – były francuski zespół wyścigowy, założony w 1986 roku przez dziennikarza sportowego Gilles'a Gaignaulta. Ekipa startowała w latach 1987-1988 w Mistrzostwach Międzynarodowej Formuły 3000. Poza tym zespół pojawiał się także w stawce 24-godzinnego wyścigu Le Mans oraz Francuskiej Formule 3000. Baza zespołu znajdowała się we francuskiej miejscowości Le Mans.
W pierwszym sezonie startów w Formule 3000 Michel Trollé odniósł jedno zwycięstwo. Uzbierane 16,5 punktu dało mu szóste miejsce w klasyfikacji generalnej. Dodatkowe dwa punkty Paula Belmondo pozwoliły ekipie zająć szóstą pozycję w klasyfikacji zespołów. Rok później główną postacią w zespole był Olivier Grouillard, który odniósł dwa zwycięstwa. Uzbierane 34 punkty dały mu tytuł wicemistrzowski serii. Do jego dorobku Michel Trollé oraz Jean-Denis Délétraz dodali odpowiednio  9 i 8 punktów. Zespół został sklasyfikowany na drugim miejscu, o jeden punkt za Bromley Motorsport,